# Aramis

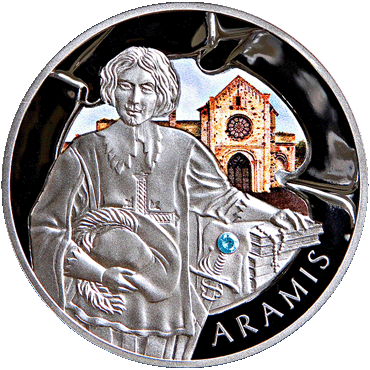
Aramis

Aramis, en av musketörerna i Alexandre Dumas d.ä.:s roman De tre musketörerna från 1844. Han slutar omsider som jesuitgeneral.
Förebilden till Aramis var Henry d'Aramitz, som verkligen var musketör. Dumas fick emellertid idén från de s.k. memoarerna av d'Artagnan, författade av Gatien de Courtilz de Sandras.
Några av de skådespelare som på film gestaltat Aramis är Richard Chamberlain, Lloyd Bridges, Charlie Sheen, Jeremy Irons och Luke evans.